# International Gold Cup

Oulton Park Circuit

De International Gold Cup was een jaarlijkse autorace op het Oulton Park Circuit in Groot-Brittannië. Van 1954 tot 1972 werd ze, op enkele jaren na, betwist met Formule 1-wagens. De wedstrijd telde niet mee voor het wereldkampioenschap. Na 1972 werd het een wedstrijd voor andere wagens, aanvankelijk de Britse Formule 5000. In 2003 werd het een race voor historische racewagens.
De Belg Jacky Ickx won de Gold Cup in 1969 vóór de Oostenrijker Jochen Rindt. Het jaar daarop, toen hij de wisselbeker weer moest inleveren, bleek hij onbereikbaar te zijn: hij was "ergens" in Spanje op huwelijksreis met Catherine Blaton. De organisatoren moesten toen inderhaast een replica van de beker laten maken voor de huldiging van de nieuwe winnaar John Surtees.

## Winnaars (Formule 1)
| Jaar      | Winnaar        | Wagen            |
| --------- | -------------- | ---------------- |
| 1954      | Stirling Moss  | Maserati         |
| 1955      | Stirling Moss  | Maserati         |
| 1956-1958 | geen Formule 1 | geen Formule 1   |
| 1959      | Stirling Moss  | Cooper-Climax    |
| 1960      | Stirling Moss  | Lotus-Climax     |
| 1961      | Stirling Moss  | Ferguson-Climax  |
| 1962      | Jim Clark      | Lotus-Climax     |
| 1963      | Jim Clark      | Lotus-Climax     |
| 1964-1965 | Geen Formule 1 | Geen Formule 1   |
| 1966      | Jack Brabham   | Brabham-Repco    |
| 1967      | Jack Brabham   | Brabham-Repco    |
| 1968      | Jackie Stewart | Matra-Cosworth   |
| 1969      | Jacky Ickx     | Brabham-Cosworth |
| 1970      | John Surtees   | Surtees-Cosworth |
| 1971      | John Surtees   | Surtees-Cosworth |
| 1972      | Denny Hulme    | McLaren-Cosworth |